# John Eijirō Suwa
John Eijirō Suwa (jap. ヨハネ諏訪榮治郎 Yohane Suwa Eijirō; ur. 8 lipca 1947 w Kobe) – japoński duchowny rzymskokatolicki, w latach 2011-2022 biskup diecezjalny Takamatsu, od 2022 biskup senior tejże diecezji. 

## Życiorys
Święcenia kapłańskie przyjął 26 listopada 1976 w archidiecezji Osaki. Pracował głównie jako duszpasterz parafialny, zaś w latach 1986-1988 był rektorem niższego seminarium w Osace. W 2005 gościnnie pracował w diecezji Takamatsu, gdzie tamtejszy biskup powierzył mu funkcję proboszcza w Kōchi.
25 marca 2011 papież Benedykt XVI powierzył mu stanowisko ordynariusza diecezji Takamatsu. Sakry udzielił mu 19 czerwca 2011 Leo Jun Ikenaga SJ, arcybiskup metropolita Osaki.
26 czerwca 2022 papież Franciszek przyjął jego rezygnację z pełnionej funkcji.